# Ann Mitchell
Ann Mitchell (Londra, 22 aprile 1939) è un'attrice britannica, attiva in campo teatrale, televisivo e cinematografico.

## Biografia
Nota soprattutto per il suo ruolo di Cora Cross nella soap opera EastEnders, Ann Mitchell è attiva prevalentemente in campo teatrale. Nel corso degli anni, la Mitchell ha lavorato spesso al Citizens' Theatre di Glasgow, ricoprendo ruoli da protagonista in Madre Coraggio e i suoi figli, Sapore di miele, Vite in privato, Maria Stuart, La professione della signora Warren, Amleto, Britannico, La via del mondo e Il diavolo bianco. Storico membro della Royal Shakespeare Company, nel 2003 Ann Mitchell ha ricevuto una candidatura al Laurence Olivier Award alla miglior attrice per Through the Leaves.
È stata sposata due volte e ha avuto due figli, tra cui il drammaturgo Ché Walker.

## Filmografia

### Cinema
- Demonio dalla faccia d'angelo (Full Circle), regia di Richard Loncraine (1977)
- Assassinio su commissione (Murder by Decree), regia di Bob Clark (1979)
- L'amante di Lady Chatterley (Lady Chatterley's Lover), regia di Just Jaecki (1981)
- Il profondo mare azzurro (The Deep Blue Sea), regia di Terence Davies (2011)
- Widows - Eredità criminale (Widows), regia di Steve McQueen (2018)

### Televisione
- The Protectors – serie TV, episodio 1x14 (1964)
- Così gira il mondo (As the World Turns) – soap opera, 20 puntate (1985-1997)
- Casualty – serie TV, 5 episodi (1990-2005)
- Metropolitan Police – serie TV, 6 episodi (1991-2008)
- EastEnders – soap opera, 341 puntate (2001-2018)
- Gimme, Gimme, Gimme – serie TV, 1 episodio (2001)
- Heartbeat – serie TV, 1 episodio (2008)
- L'amore e la vita - Call the Midwife (Call the Midwife) – serie TV, 5 episodi (2019-2020)

## Teatro (parziale)
- La dodicesima notte, di William Shakespeare. Tour britannico (1964)
- Madre Coraggio e i suoi figli, di Bertolt Brecht. Citizens' Theatre di Glasgow (1970)
- Sapore di miele, di Shelagh Delaney. Citizens' Theatre di Glasgow (1971)
- Vite in privato, di Noël Coward. Citizens' Theatre di Glasgow (1972)
- Le Baccanti, di Euripide. Watford Palace Theatre di Watford (1972)
- La discesa di Orfeo, di Tennessee Williams. Watford Palace Theatre di Watford (1972)
- Tito Andronico, di William Shakespeare. Round House Theatre di Londra (1974)
- Il diavolo bianco (o Vittoria Corombona), di John Webster. Citizens' Theatre di Glasgow (1984)
- La via del mondo, di William Congreve. Citizens' Theatre di Glasgow (1984)
- Maria Stuart, di Friedrich Schiller. Citizens' Theatre di Glasgow (1985)
- La professione della signora Warren, di George Bernard Shaw. Citizens' Theatre di Glasgow (1990)
- I rivali, di Richard Brinsley Sheridan. Nottingham Playhouse di Nottingham (1992)
- Ecuba, di Euripide. Gate Theatre di Londra (1994)
- Amleto, di William Shakespeare. Citizens' Theatre di Glasgow (1996)
- Britannico, di Jean Racine. Citizens' Theatre di Glasgow (2002)
- The Destiny of Me, di Larry Kramer. Leicester Playhouse di Londra (2002)
- Di chi è la mia vita?, di Brian Clark. Harold Pinter Theatre di Londra (2005)
- Angels in America - Fantasia gay su temi nazionali, di Tony Kushner. Tour britannico (2007)
- Romeo e Giulietta, di William Shakespeare. Temple Middle Hall di Londra (2008)
- La casa di Bernarda Alba, di Federico García Lorca. Nuffield Theatre di Southampton (2009)

## Doppiatrici italiane
- Roberta Gasparetti ne Il profondo mare azzurro